# Knopzakdrager
De knopzakdrager (Bacotia claustrella) is een vlinder uit de familie zakjesdragers (Psychidae). De wetenschappelijke naam van deze soort is voor het eerst geldig gepubliceerd in 1845 door Bruand.
De soort komt voor in Europa.